# Giorgio Barni
Giorgio Barni (Lodi, 11 febbraio 1651 – Piacenza, 31 agosto 1731) è stato un vescovo cattolico italiano.

## Biografia
Nato a Lodi dalla nobile famiglia dei Barni, fu ordinato sacerdote il 2 novembre 1687 e nominato Vescovo di Piacenza il 17 maggio dell'anno successivo.
Mantenne tale carica fino alla morte, avvenuta il 31 agosto 1731 all'età di 80 anni.

## Genealogia episcopale
La genealogia episcopale è:
- Cardinale Guillaume d'Estouteville, O.S.B.Clun.
- Papa Sisto IV
- Papa Giulio II
- Cardinale Raffaele Riario
- Papa Leone X
- Papa Paolo III
- Cardinale Francesco Pisani
- Cardinale Alfonso Gesualdo
- Papa Clemente VIII
- Cardinale Pietro Aldobrandini
- Cardinale Laudivio Zacchia
- Cardinale Antonio Barberini, O.F.M.Cap.
- Cardinale Marcantonio Bragadin
- Cardinale Gregorio Barbarigo
- Cardinale Marcantonio Barbarigo
- Vescovo Giorgio Barni